# Glicolaldeído
Glicolaldeído é o composto orgânico com a fórmula HOCH
2–CHO
.  É a menor molécula possível que contém tanto um grupo aldeído (–CH=O
) e um grupo hidroxila (–OH
).  É uma molécula altamente reativa que ocorre tanto na biosfera e no meio interestelar.  É normalmente fornecido como um sólido branco. Embora esteja em conformidade com a fórmula geral para carboidratos, C
n(H
2O)
n
, geralmente não é considerado um sacarídeo.

## Estrutura
O glicolaldeído como gás é uma estrutura monomérica simples. Como um líquido sólido e fundido, ele existe como um dímero.  Collins e George relataram o equilíbrio do glicolaldeído na água usando RMN.  Em solução aquosa, ele existe como uma mistura de pelo menos quatro espécies, que se interconvertem rapidamente.

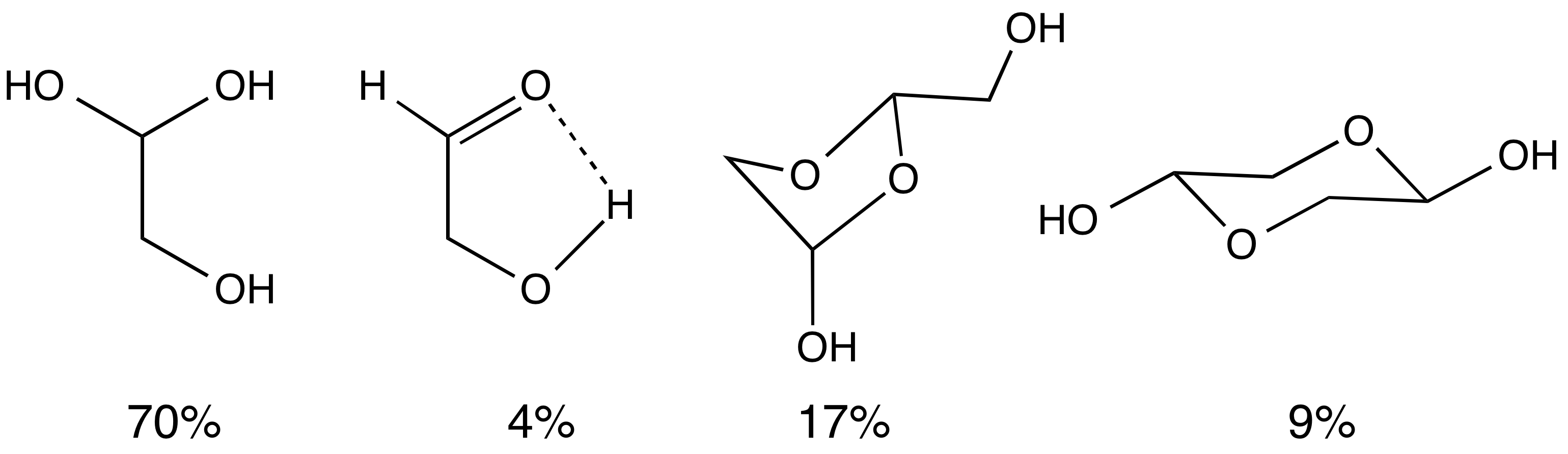
Estruturas e distribuição do glicolaldeído como uma solução de 20% em água. Observe que o aldeído livre é um componente menor.

Em solução ácida ou básica, o composto sofre tautomerização reversível para formar 1,2-diidroxieteno.
É a única diose possível, um monossacarídeo de 2 carbonos, embora uma diose não seja estritamente um sacarídeo.  Embora não seja um açúcar verdadeiro, é a molécula mais simples relacionada aos açúcares.  Diz-se que tem um sabor doce.

## Síntese
Glicolaldeído é o segundo composto mais abundante formado quando há a preparação de óleo de pirólise (até 10% em peso).
O glicolaldeído pode ser sintetizado pela oxidação do etilenoglicol usando peróxido de hidrogênio na presença de sulfato de ferro (II).

### Biossíntese
Pode se formar pela ação da cetolase sobre o frutose-1,6-bisfosfato em uma via de glicólise alternativa. Este composto é transferido pelo pirofosfato de tiamina durante o desvio da pentose fosfato.
No catabolismo de purina, xantina é primeiro convertida em urato. Este é convertido em 5-hidroxiisourato, o qual descarboxila em alantoína e ácido alantóico. Após a hidrólise de uma ureia, isso deixa o glicolureato. Após a hidrólise da segunda ureia, resulta o glicolaldeído. Dois glicolaldeídos condensam para formar eritrose-4-fosfato, que vai para o desvio de pentose fosfato novamente.

### Papel na reação da formose
Glicolaldeído é um intermediário na reação da formose.  Na reação da formose, duas moléculas de formaldeído condensam-se formando glicolaldeído.  Glicolaldeído então é convertido a gliceraldeído, presumivelmente via tautomerização inicial.  A presença desse glicolaldeído nessa reação demonstra como ele pode desempenhar um papel importante na formação dos blocos de construção químicos da vida.  Nucleotídeos, por exemplo, dependem da reação da formose para obter sua unidade de açúcar.  Os nucleotídeos são essenciais para a vida, porque eles compõem a informação genética e a codificação para a vida.

### Papel teorizado na abiogênese
É frequentemente invocado em teorias de abiogênese.  No laboratório, os aminoácidos e dipeptídeos curtos demonstraram catalisar a formação de açúcares complexos a partir do glicolaldeído.  Por exemplo, L-valil-L-valina foram usados como um catalisador para formar tetroses a partir do glicolaldeído.  Cálculos teóricos também mostraram a viabilidade da síntese de pentoses catalisada por dipeptídeos.  Essa formação mostrou síntese catalítica estereoespecífica de D-ribose, o único enantiômero natural de ribose.  Desde a detecção desse composto orgânico, muitas teorias foram desenvolvidas relacionadas a várias rotas químicas para explicar sua formação em sistemas estelares.

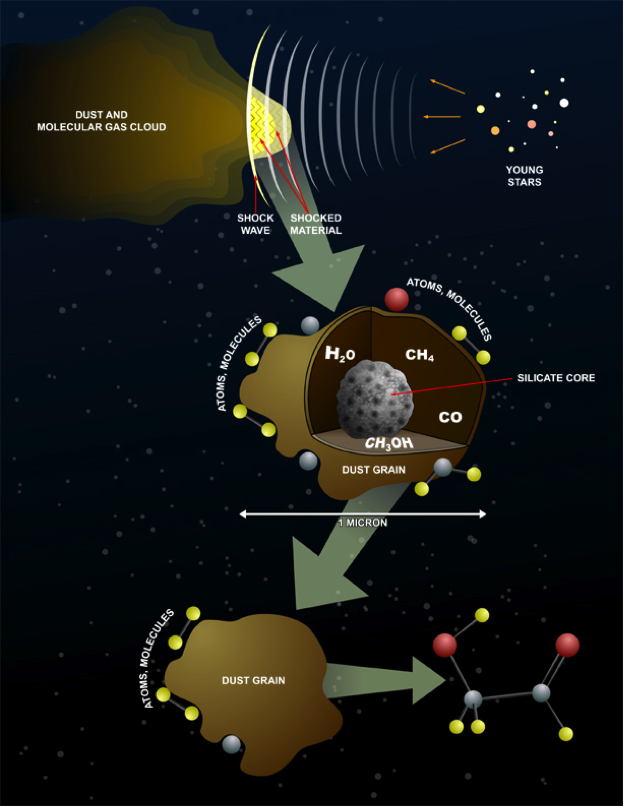
Formação de glicolaldeído em poeira estelar.

Foi descoberto que a irradiação UV de gelo de metanol contendo CO produziu compostos orgânicos como glicolaldeído e formiato de metila, o isômero mais abundante do glicolaldeído.  As abundâncias dos produtos discordam ligeiramente dos valores observados encontrados em IRAS 16293-2422, mas isso pode ser explicado por mudanças de temperatura.  Etilenoglicol e glicolaldeído requerem temperaturas acima de 30 K.  O consenso geral entre a comunidade de pesquisa em astroquímica é a favor da hipótese de reação da superfície do grão. No entanto, alguns cientistas acreditam que a reação ocorre dentro de partes mais densas e frias do núcleo. O núcleo denso não permitirá irradiação, como dito antes. Essa mudança alterará completamente a reação, formando glicolaldeído.

## Formação no espaço

Representação artística de moléculas de açúcar no gás ao redor de uma estrela jovem semelhante ao Sol.

As diferentes condições estudadas indicam o quão problemático pode ser estudar sistemas químicos que estão a anos-luz de distância. As condições para a formação do glicolaldeído ainda não estão claras. Neste momento, as reações de formação mais consistentes parecem estar na superfície do gelo em poeira cósmica.
Glicolaldeído foi identificado em gás e poeira perto do centro da galáxia Via Láctea, em uma região de formação de estrelas a 26.000 anos-luz da Terra, e em torno de uma estrela binária protostelar, IRAS 16293−2422, 400 anos-luz da Terra.  Observação de espectros de glicolaldeído em queda de 60 UA de IRAS 16293-2422 sugere que moléculas orgânicas complexas podem se formar em sistemas estelares antes da formação de planetas, eventualmente chegando a planetas jovens no início de sua formação.

### Detecção no espaço
A região interna de uma nuvem de poeira é conhecida por ser relativamente fria. Com temperaturas tão baixas quanto 4 Kelvin, os gases dentro da nuvem congelarão e se fixarão à poeira, o que fornece as condições de reação propícias para a formação de moléculas complexas como o glicolaldeído. Quando uma estrela se forma a partir da nuvem de poeira, a temperatura dentro do núcleo aumentará. Isso fará com que as moléculas na poeira evaporem e sejam liberadas. A molécula emitirá ondas de rádio que podem ser detectadas e analisadas.  A Atacama Large Millimeter/submillimeter Array (ALMA) detectou pela primeira vez glicolaldeído.  ALMA consiste de 66 antenas que pode detectar as ondas de rádio emitidas por poeira cósmica.
Em 23 de outubro de 2015, pesquisadores do Observatório de Paris anunciou a descoberta do glicolaldeído e álcool etílico no cometa Lovejoy, a primeira identificação dessas substâncias em um cometa.